# قائمة معالجات إنتل

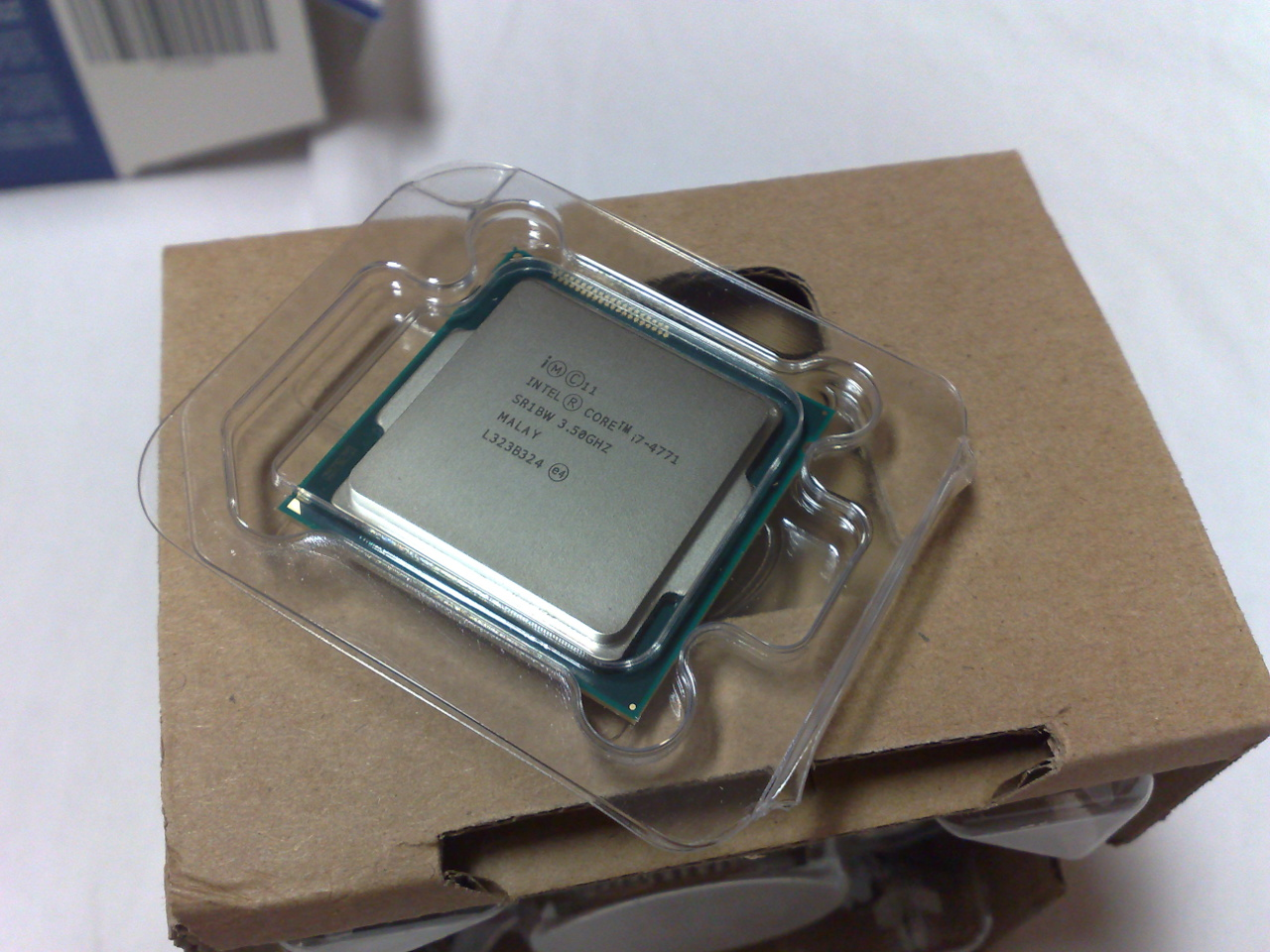
Intel Haswell Core i7-4771 CPU

هذا الجيل وقائمته من معالجات إنتل تقدم تقريبا كل المعالجات التي كانت تعمل بنظام 4 بت بداية من 4004 إلى الآن

## معالجات4 بت

### إنتل 4004: أول معالج ميكروي (µP) أحادي الرقاقة
- تاريخ الإدخال في العمل 15 نوفمبر 1971[1]
- تردد الساعة 740 كيلوهرتز[2]
- الطاقة المقدرة 0.06 MIPS
- عرض الممر 4 بت (إرسال تعاقبي متعدد للعناوين والبيانات نظرا لمحدودية الأرجل pins)
- تعمل وتتكون من نظام PMOS
- عدد الترانزستورات 2,300 على 10 ميكرومتر
- الذاكرة القابلة للعنونة 640 بايت
- ذاكرة البرنامج 4 كيلوبايت
- أول معالج مكروي تجاري (حاسوب مركزي للبيانات الجوية  [لغات أخرى]‏)
- استعمل في آلة شركة بوسيكوم (Busicom) الحاسبة.[3]
- كانت الغاية الوصول إلى تردد ساعة يعادل التردد المستخدم في حاسوب IBM 1620 لكن ذلك لم يتحقق.

### 4040
- تاريخ الإدخال في العمل الربع الأخير من سنة 1974
- تردد الساعة من 500 إلى 740 كيلوهرتز (باستعمال كريستالات بتردد من 4 إلى 5.185 ميجاهيرتز)
- الطاقة المقدرة 0.06 MIPS
- عرض الممر 4 بت (إرسال تعاقبي متعدد للعناوين والبيانات نظرا لمحدودية الأرجل pins)
- تعمل وتتكون من نظام PMOS
- عدد الترانزستورات 3000 على 10 ميكرومتر
- الذاكرة القابلة للعنونة 640 بايت
- ذاكرة البرنامج 8 كيلوبايت
- أشعة المقاطعة (Interrupts)
- نسخة متطورة من 4004

## معالجات 8 بت

### 8008
- تاريخ الإدخال في العمل 1 أبريل 1972
- تردد الساعة 500 كيلوهرتز (8008-1: 800 كيلوهرتز)
- الطاقة المقدرة 0.05 MIPS
- عرض الممر 8 بت (إرسال تعاقبي متعدد للعناوين والبيانات نظرا لمحدودية الأرجل pins)
- نصف ناقل أكسيد المعدن ذو القناة P
- عدد الترانزستورات 3500 على 10 ميكرومتر
- الذاكرة القابلة للعنونة 16 كيلوبايت
- شائع في الطرفيات الخاملة، الآلات الحاسبة، آلات التعليب Typical in dumb terminals، general calculators، bottling machines
- طور بالتوازي مع 4004
- الغرض الأصلي من تطويره كان استعماله ضمن الطرفية داتابوينت 2200 (Datapoint 2200)

### 8080
- تاريخ الإدخال في العمل 1 أبريل 1974
- تردد الساعة 2 ميجاهرتز
- الطاقة المقدرة 0.64 MIPS
- عرض ممر المعطيات 8 بت، ممر العناوبن 16 بت
- نصف ناقل أكسيد معدني ذو القناة N
- عدد الترانزستورات 6000 على 6 ميكرومتر
- الذاكرة القابلة للعنونة 64 كيلوبايت
- تضاعف الآداء 10 مرات عن 8008
- استخدم في التاير 8800 (Altair 8800)، متحكمات إشارات المرور، صواريخ كرويز Used in the ألتير 8800، Traffic light controller، cruise missile
- يحتاج إلى 6 رقائق محيطة بالمقارنة مع 20 رقاقة مستخدمة في المعالج 8008

### 8085
- تاريخ الإدخال في العمل مارس 1976
- تردد الساعة 5 ميجاهرتز
- الطاقة المقدرة 0.37 MIPS
- عرض ممر المعطيات 8 بت، ممر العناوبن 16 بت
- عدد الترانزستورات 6500 على 3 ميكرومتر
- لغة التجميع متوافقة ارتجاعيا مع 8080.
- استخدم في مقياس توليدو كما استخدم في متحكمات الدخل والخرج (مودم، أقراص صلبة...الخ).
- استخدمت النسخة المبنية على تكنولوجيا CMOS في الحاسب المحمول تي آر إس-80 موديل 100
- مستوى عالي التكامل (High level of integration)، أول معالج يعمل بجهد 5 فولت بدلا من 20 فولت. كما يحتوي على وصلتي إدخال وإخراج تسلسليتين.

## معالجات 16 بت: بداية التصميمإكس 86

### 8086
- تاريخ الإدخال في العمل 8 يونيو 1978
- ترددات الساعة:
  - 5 ميجاهرتز بطاقة مقدرة 0.33 MIPS
  - 8 ميجاهرتز بطاقة مقدرة 0.66 MIPS
  - 10 ميجاهرتز بطاقة مقدرة 0.75 MIPS
- عرض ممر المعطيات 16 بت، ممر العناوبن 20 بت
- عدد الترانزستورات 29000 على 3 ميكرومتر
- الذاكرة القابلة للعنونة 1 ميجابايت
- تضاعف الآداء 10 مرات عن 8080
- استخدم في الحواسب المحمولة
- يستخدم مسجلات القطاع (segment registers) لتقسيم الذاكرة إلى 16 مقطع (segments) كل منها بحجم 64 كيلوبايت مما يسهل الوصول المباشر إلى كل مقطع.

### 8088
- تاريخ الإدخال في العمل 1 يونيو 1979
- ترددات الساعة:
  - 5 ميجاهرتز بطاقة مقدرة 0.33 MIPS
  - 8 ميجاهرتز بطاقة مقدرة 0.75 MIPS
- عرض ممر المعطيات 8 بت، ممر العناوبن 20 بت
- عدد الترانزستورات 29000 على 3 ميكرومتر
- الذاكرة القابلة للعنونة 1 ميجاباي
- مطابق لـ 8086 الفرق الوحيد في عرض ممر المعطيات
- استخدم في حاسب آي بي إم الحاسب الشخصي والحواسب المتطابقة معه.

iAPX 432 (ذكر هنا لإيضاح التسلسل الزمني فقط)
- تاريخ الإدخال في العمل 1 يناير 1981
- وحدة معالجة مركزية متعددة الرقائق; أول معالج ميكروي لإنتل بحجم كلمة يبلغ 32 بت
- راجع الفقرة حول المعالج

### 80186
- تاريخ الإدخال في العمل 1982
- استخدم غالبا في التطبيقات المدمجة كالمتحكمات (controllers)، نظم نقاط البيع (point-of-sale systems) والمنافذ (terminals)
- تميز عن المعالجات السابقة بدمج عدد من الدارات التخصصية إلى رقاقة المعالج كمولدي التزامن (Timer)، متحكم الوصول المباشر للذاكرة (DMA controller)و متحكم المقاطعة (interrupt controller).
- أعيدت تسميته لاحقا إلى iAPX 186

### 80188
- نسخة من 80186 مع ممر معطيات بعرض 8 بت بدلا من 16 بت.
- أعيدت تسميته لاحقا إلى iAPX 188

### 80286
- تاريـخ الإدخال في العمل 1 فبراير 1982
- ترددات الساعة:
  - 6 ميجاهرتز بطاقة مقدرة 0.9 MIPS
  - 8 ميجاهرتز، 10 ميجاهرتز بطاقة مقدرة 1.5 MIPS
  - 12.5 ميجاهرتز بطاقة مقدرة 2.66 MIPS
- عرض ممر المعطيات 16 بت، ممر العناوبن 24 بت
- عدد الترانزستورات 134000 على 1.5 ميكرومتر
- الذاكرة القابلة للعنونة 16 ميجابايت
- بإمكانه استخدام الذاكرة الافتراضية (Virtual Memory) عند الضرورة
- يدعم نمطي تشغيل مختلفين:

حقيقي (Real Mode): يحاكي عمل المعالج 8086
محمي (Protected Mode): يتيح التعامل مع 16 ميجابايت من الذاكرة الحقيقية. كما يقوم بحماية مجالات الذاكرة من التداخل عند إجراء مهام متعددة بنفس الوقت.
- تضاعف الآداء من 3 إلى 6 مرات عن 8086
- استخدم على نطاق واسع في الحاسوب الشخصي (PC) والحواسب المتطابقة معه.
- Can scan the موسوعة بريتانيكا in 45 seconds

## 32Bit processors: The non-x86 µPs

### iAPX 432
- Introduced 1 يناير، 1981 as Intel's first 32-bit microprocessor
- Object/capability architecture
- Microcoded operating system primitives
- One terabyte virtual address space
- Hardware support for fault tolerance
- Two-chip General Data Processor (GDP)، consists of 43201 and 43202
- 43203 Interface Processor (IP) interfaces to I/O subsystem
- 43204 Bus Interface Unit (BIU) simplifies building multiprocessor systems
- 43205 Memory Control Unit (MCU)
- Architecture and execution unit internal data paths 32 bit
- Clock speeds:
  - 5 ميجاهيرتز
  - 7 ميجاهيرتز
  - 8 ميجاهيرتز

### i960 aka 80960
- Introduced 5 أبريل، 1988
- RISC-like 32-bit architecture
- predominantly used in embedded systems
- Evolved from the capability processor developed for the BiiN joint venture with سيمنز
- Many variants identified by two-letter suffixes.

80386SX (chronological entry)
- Introduced 16 يونيو، 1988
- See قائمة معالجات إنتل

80376 (chronological entry)
- Introduced 16 يناير، 1989
- See قائمة معالجات إنتل

### i860 aka 80860
- Introduced 27 فبراير، 1989
- Intel's first وحدة سلمية فائقة processor
- مجموعة تعليمات بنية الحاسب 32/64-bit architecture، with pipeline characteristics very visible to programmer
- Used in Intel Paragon massively parallel supercomputer

### إكس سكيل
- Introduced 23 أغسطس، 2000
- 32-bit مجموعة تعليمات بنية الحاسب microprocessor based on the إيه.آر.إم (معالج)
- Many variants، such as the PXA2xx applications processors، IOP3xx I/O processors and IXP2xxx and IXP4xx network processors.

## معالجات 32 بت: عائلة 80386

### 80386DX
- تاريخ الإدخال في العمل 17 أكتوبر 1985
- ترددات الساعة:
  - 16 ميجاهرتز بطاقة مقدرة من 5 إلى 6 MIPS
  - 16 فبراير 1987 20 ميجاهرتز بطاقة مقدرة من 6 إلى 7 MIPS
  - 4 أبريل 1988 25 ميجاهرتز بطاقة مقدرة 8.5 MIPS
  - 10 أبريل 1989 33 ميجاهرتز بطاقة مقدرة 11.4 MIPS
- عرض ممر المعطيات 32 بت، ممر العناوبن 32 بت
- نصف ناقل أكسيد معدني متمم (CMOS)
- عدد الترانزستورات 275000 على 1 ميكرومتر
- الذاكرة القابلة للعنونة 4 غيغابايت
- الذاكرة الافتراضية 64 تيرابايت
- أول رقاقة بتصميم x86 قادرة على التعامل مع حجم كلمة 32 بت
- تحسين نمط التشغيل المحمي وإضافة نمط جديد هو النمط الافتراضي (virtual mode) الذي يستطيع أن يحاكي عددا من معالجات 8086 في نفس الوقت.
- إضافة خصائص يتطلبها نظامي تشغيل ويندوز 95 وأو إس/2
- استعمل في الحاسبات المكتبية

80960 (i960) (ذكر هنا لإيضاح التسلسل الزمني فقط)
- تاريخ الإدخال في العمل 5 أبريل 1988
- راجع الفقرة حول المعالج

### 80386SX
- تاريخ الإدخال في العمل 16 يونيو 1988
- ترددات الساعة:
  - 16 ميجاهرتز بطاقة مقدرة 2.5 MIPS
  - 25 يناير 1989 20 ميجاهرتز بطاقة مقدرة MIPS 2.5 و 25 ميجاهرتز بطاقة مقدرة 2.7 MIPS
  - 26 أكتوبر 1992 33 ميجاهرتز بطاقة مقدرة 2.9 MIPS
- عرض ممر المعطيات 16 بت
- عدد الترانزستورات 275000 على 1 ميكرومتر
- الذاكرة القابلة للعنونة 16 ميغابايت
- الذاكرة الافتراضية 256 غيغابايت
- عرض ممر العناوين 16 بت يسمح بمعالجة بعرض 32 بت بتكاليف منخفضة
- يدعم تعدد الوظائف (multitasking)
- استعمل في الحواسب المكتبية والمحمولة الأولى

### 80376
- تاريخ الإدخال في العمل 16 يناير 1989؛ أوقف العمل به بتاريخ 15 يونيو 2001
- أحد معالجات عائلة 386 مخصص للأنظمة المدمجة
- من دون «نمط حقيقي»، يقلع مباشرة بوضعية «نمط محمي»
- تم استبداله في عام 1994 بالمعالج 80386EX

80860 (i860) (ذكر هنا لإيضاح التسلسل الزمني فقط)
- تاريخ الإدخال في العمل 27 فبراير 1989
- راجع الفقرة حول المعالج

80486DX (ذكر هنا لإيضاح التسلسل الزمني فقط)
- تاريخ الإدخال في العمل 10 أبريل 1989
- راجع الفقرة حول المعالج

### 80386SL
- تاريخ الإدخال في العمل 15 أكتوبر 1990
- ترددات الساعة:
  - 20 ميجاهيرتز بطاقة مقدرة 4.21 MIPS
  - 30 سبتمبر 1991 25 ميجاهيرتز بطاقة مقدرة 5.3 MIPS
- عرض ممر المعطيات 16 بت
- عدد الترانزستورات 855000 على 1 ميكرومتر
- الذاكرة القابلة للعنونة 4 غيغابايت
- الذاكرة الافتراضية 64 تيرابايت
- أول رقاقة تم تصميمها بشكل خاص للحواسب المحمولة حيث تتميز باستهلاك منخفض للطاقة
- له خصائص مدمجة عالية حيث يتضمن متحكمات الذاكرة المخبئية والذاكرة الرئيسية وممرات النقل

80486SX/DX2/SL، بنتيوم، 80486DX4 (ذكر هنا لإيضاح التسلسل الزمني فقط)
- تاريخ الإدخال في العمل 1991 - 1994
- راجع الفقرة حول المعالج

### 80386EX
- تاريخ الإدخال في العمل أوغسطس 1994
- نوع مشابه للمعالج 80386SX مخصص للأنظمة المدمجة
- إمكانية التحكم بتردد الساعة وتبطيئ المعالج حتى الصفر باستخدام نمط التوقف الحقيقي الذي يحفظ حالة العمل الكاملة للرقاقة في الذاكرة مع استهلاك أصغري للطاقة
- الطرفيات على الرقاقة:
  - متحكمات الساعة والطاقة
  - مولدات تزامن (مؤقتات)/عدادات
  - مؤقت المراقب
  - وحدات دخل/خرج تسلسلية (متزامنة وغير متزامنة) وتفرعية
  - الوصول المباشر للذاكرة (DMA)
  - ذلكرة وصول عشولئي متجددة (Refresh RAM)
  - JTAG دارة الاختبار المنطقية
- لاقى نجاحا واسعا أكثر من المعالج 80376
- استعمل في الأقمار الاصطناعية كما استخدمته ناسا في مشروعها فلايتلينوكس (FlightLinux)

## معالجات 32 بت: عائلة 80486

### 80486DX
- تاريخ الإدخال في الشغل 10 أبريل 1989
- ترددات الساعة:
  - 25 ميجاهيرتز بطاقة مقدرة 20 MIPS
  - 7 مايو 1990 33 ميجاهيرتز بطاقة مقدرة 27 MIPS
  - 24 يونيو 1991 50 ميجاهيرتز بطاقة مقدرة 41 MIPS
- عرض ممر المعطيات 32 بت، ممر العناوين 32 بت
- عدد الترانزستورات 1.2 مليون على 1 ميكرومتر (0.8 ميكرومتر لنموذج الـ 50 ميجاهيرتز)
- الذاكرة القابلة للعنونة 4 غيغابايت
- الذاكرة الافتراضية 64 تيرابايت
- تحتوي الرقاقة على ذاكرة مخبئية من المستوى الأول (Level 1 cache) مدمجة، 8 كيلوبايت
- تضاعف الآداء 50 مرة عن 8080
- استعمل في الحواسب المكتبية والمخدمات

80386SL (ذكر هنا لإيضاح التسلسل الزمني فقط)
- تاريخ الإدخال في العمل 15 أكتوبر 1990
- راجع الفقرة حول المعالج

### 80486SX
- تاريخ الإدخال في العمل 22 أبريل 1991
- ترددات الساعة:
  - 16 سبتمبر 1991 16 ميجاهيرتز بطاقة مقدرة 13 MIPS و 20ميجاهيرتز بطاقة مقدرة 16.5 MIPS
  - 16 سبتمبر 1991 25 ميجاهيرتز بطاقة مقدرة 20 MIPS
  - 21 سبتمبر 1992 33 ميجاهيرتز بطاقة مقدرة 27 MIPS
- عرض ممر المعطيات 32 بت، ممر العناوين 32 بت
- عدد الترانزستورات 1.185 مليون على 1 ميكرومتر و 900000 على 0.8 ميكرومتر
- الذاكرة القابلة للعنونة 4 غيغابايت
- الذاكرة الافتراضية 64 تيرابايت
- ذاكرة مخبئية من المستوى الأول (Level 1 cache) مدمجة، 8 كيلوبايت
- يختلف عن المعالج 80486DX فقط بعدم وجود معالج مساعد رياضي (math coprocessor)
- استخدم في الحواسب المكتبية قليلة التكلفة والتي تستعمل معالجات من عائلة 80486
- تمت ترقيته بمعالج إنتل المطور (Intel OverDrive)

### 80486DX2
- تاريخ الإدخال في العمل 3 مارس 1992
- ترددات الساعة:
  - 50 ميجاهيرتز بطاقة مقدرة 41 MIPS
  - 10 أغسطس 1992 66 ميجاهيرتز بطاقة مقدرة 54 MIPS
- عرض ممر المعطيات 32 بت، ممر العناوين 32 بت
- عدد الترانزستورات 1.2 ميليون على 0.8 ميكرومتر
- الذاكرة القابلة للعنونة 4 غيغابايت
- الذاكرة الافتراضية 64 تيرابايت
- ذاكرة مخبئية من المستوى الأول (Level 1 cache) مدمجة، 8 كيلوبايت
- استخدم في الحواسب المكتبية ذات الآداء العالي والتكلفة المنخفضة
- يستخدم تقنية «مضاعف السرعة» حيث يعمل المعالج داخليا بسرعة تعادل ضعف سرعة الممردراسة معالج انتل زيون

### 80486SL
- تاريخ الإدخال في العمل 9 نومبر 1992
- ترددات الساعة:
  - 20 ميجاهيرتز بطاقة مقدرة 15.4 MIPS
  - 25 ميجاهيرتز بطاقة مقدرة 19 MIPS
  - 33 ميجاهيرتز بطاقة مقدرة 25 MIPS
- عرض ممر المعطيات 32 بت، ممر العناوين 32 بت
- عدد الترانزستورات 1.4 مليون على 0.8 ميكرومتر
- الذاكرة القابلة للعنونة 64 ميغابايت
- الذاكرة الافتراضية 64 تيرابايت
- استخدم في الحواسب المحمولةانتل زيون

بنتيوم (ذكر هنا لإيضاح التسلسل الزمني فقط)
- تاريخ الإدخال في العمل 22 مارس، 1993
- راجع الفقرة حول المعالج

### 80486DX4
- تاريخ الإدخال في العمل 7 مارس، 1994
- ترددات الساعة:
  - 75 ميجاهيرتز بطاقة مقدرة 53 MIPS
  - 100 ميجاهيرتز بطاقة مقدرة 70.7 MIPS
- عدد الترانزستورات 1.6 مليون على 0.6 ميكرومتر
- عرض ممر المعطيات 32 بت، ممر العناوين 32 بت
- الذاكرة القابلة للعنونة 4 غيغابايت
- الذاكرة الافتراضية 64 تيرابايت
- عدد الأرجل 168 لغطاء بي جي أي (PGA) و 208 لغطاء اس كيو اف بي (SQFP)
- مساحة الرقاقة 345 ملم²
- استخدم في الحواسب المكتبية متوسطة الكلفة ذات الأداء العالي وفي الحواسب المحمولة عالية الكلفة

## معالجات 32 بت: بنتيوم I

### بنتيومPentium (النموذج التقليدي)
- تاريخ الإدخال في العمل 22 مارس 1993
- تقنية التصنيع 0.8 ميكرومتر (P5)
- عرض ممر المعطيات 64 بت، ممر العناوين 32 بت
- تردد نظام الممرات 50 أو 60 أو 66 ميجاهيرتز
- عدد الترانزستورات 3.1 مليون
- الذاكرة القابلة للعنونة 4 غيغابايت
- الذاكرة الافتراضية 64 تيرابايت
- غطاء من نوع بي جي اي ذو مقبس سوكيت 4 بـ 273 رجل
- أبعاد الغطاء 2.16 إنش × 2.16 إنش
- معالجة فائقة التدرج أتاحت مضاعفة الآداء 5 مرات عن معالج 486DX ذو التردد 33 ميجاهيرتز
- يعمل بجهد 5 فولت
- استخدم في الحواسب المكتبية
- 16 كيلو بايت من الذاكرة المخبئية من المستوى الأول (L1 cache)
- الأصناف
  - 60 ميجاهيرتز بطاقة مقدرة 100 MIPS
  - 66 ميجاهيرتز بطاقة مقدرة 112 MIPS
- تقنية التصنيع 0.6 ميكرومتر (P54C)
- غطاء من نوع بي جي اي ذو مقبس سوكيت 7 بـ 321/296 رجل
- عدد الترانزستورات 3.2 ميليون
  - 75 ميجاهيرتز تاريخ الإدخال في العمل 10 أكتوبر 1994
  - 90 ميجاهيرتز تاريخ الإدخال في العمل 7 مارس 1994
  - 100 ميجاهيرتز تاريخ الإدخال في العمل 7 مارس 1994
  - 120 ميجاهيرتز تاريخ الإدخال في العمل 27 مارس 1995
- تقنية التصنيع 0.35 ميكرومتر (P54C)
- عدد الترانزستورات 3.3 ميليون
- مساحة الرقاقة 90 ملم²
  - 120 ميجاهيرتز تاريخ الإدخال في العمل مارس 1995
  - 133 ميجاهيرتز تاريخ الإدخال في العمل يونيو 1995
  - 150 ميجاهيرتز تاريخ الإدخال في العمل 4 يناير 1996
  - 166 ميجاهيرتز تاريخ الإدخال في العمل 4 يناير 1996
  - 200 ميجاهيرتز تاريخ الإدخال في العمل 10 يونيو 1996

80486DX4 (ذكر هنا لإيضاح التسلسل الزمني فقط)
- تاريخ الإدخال في العمل 7 مارس 1994
- راجع الفقرة حول المعالج

80386EX (Intel386 EX) (ذكر هنا لإيضاح التسلسل الزمني فقط)
- تاريخ الإدخال في العمل أغسطس 1994
- راجع الفقرة حول المعالج

Pentium Pro (ذكر هنا لإيضاح التسلسل الزمني فقط)
- تاريخ الإدخال في العمل نوفمبر 1995
- راجع الفقرة حول المعالج

### بنتيوم إم إم إكسPentium MMX
- تاريخ الإدخال في العمل 8 يناير 1997
- تقنية التصنيع 0.35 ميكرومتر (P55C)
- تعليمات إنتل إم إم إكس (Intel MMX Instructions)
- غطاء من نوع بي جي اي ذو مقبس سوكيت 7 بـ 321/296 رجل
- 32 كيلو بايت من الذاكرة المخبئية من المستوى الأول (L1 cache)
- عدد الترانزستورات 4.5 ميليون
- تردد نظام الممرات 66 ميجاهيرتز
- الأصناف
  - 166 ميجاهيرتز تاريخ الإدخال في العمل 8 يناير 1997
  - 200 ميجاهيرتز تاريخ الإدخال في العمل 8 يناير 1997
  - 233 ميجاهيرتز تاريخ الإدخال في العمل 2 يونيو 1997
  - 166 ميجاهيرتز (محمول) تاريخ الإدخال في العمل 12 يناير 1998
  - 200 ميجاهيرتز (محمول) تاريخ الإدخال في العمل 8 سبتمبر 1997
  - 233 ميجاهيرتز (محمول) تاريخ الإدخال في العمل 8 سبتمبر 1997
  - 266 ميجاهيرتز (محمول) تاريخ الإدخال في العمل 12 يناير 1998
  - 300 ميجاهيرتز (محمول) تاريخ الإدخال في العمل 7 يناير 1999

## معالجات 32 بت: بنتيوم برو، بنتيوم II، سيليرون، بنتيوم III، بنتيوم إم

### بنتيوم بروPentium Pro
- تاريخ الإدخال في العمل 1 نوفمبر 1995
- تقنية التصنيع 0.6 ميكرومتر
- غطاء من نوع إس بي جي أي الثنائي (Dual SPGA) ذو مقبس سوكيت 8 بـ 387 رجل
- عدد الترانزستورات 22 مليون
- 16 كيلو بايت من الذاكرة المخبئية من المستوى الأول (L1 cache)
- 256 كيلو بايت من الذاكرة المخبئية المدمجة من المستوى الثاني (L2 cache)
- تردد ممرات النظام 60 ميجاهيرتز
- الأصناف
  - 155 ميجاهيرتز
- تقنية التصنيع 0.35 ميكرومتر أو 0.35 ميكرومتر CPU و 0.6 ميكرومتر L2 cache
- عدد الترانزستورات 36.5 مليون أو 22 مليون
- 512 كيلو بايت أو 256 كيلو بايت من الذاكرة المخبئية المدمجة من المستوى الثاني (L2 cache)
- تردد ممرات النظام 60 أو 66 ميجاهيرتز
- الأصناف
  - 166 ميجاهيرتز (66 ميجاهيرتز تردد الممر، 512 كيلو بايت 0.35 ميكرومتر ذاكرة مخبئية) تاريخ الإدخال في العمل 1 نوفمبر 1995
  - 180 ميجاهيرتز (60 ميجاهيرتز تردد الممر، 256 كيلو بايت 0.6 ميكرومتر ذاكرة مخبئية) تاريخ الإدخال في العمل 1 نوفمبر 1995
  - 200 ميجاهيرتز (66 ميجاهيرتز تردد الممر، 256 كيلو بايت 0.6 ميكرومتر ذاكرة مخبئية) تاريخ الإدخال في العمل 1 نوفمبر 1995
  - 200 ميجاهيرتز (66 ميجاهيرتز تردد الممر، 512 كيلو بايت 0.35 ميكرومتر ذاكرة مخبئية) تاريخ الإدخال في العمل 1 نوفمبر 1995
  - 200 ميجاهيرتز (66 ميجاهيرتز تردد الممر، 1 ميغابايت 0.35 ميكرومتر ذاكرة مخبئية) تاريخ الإدخال في العمل 18 أغسطس 1997

### بنتيوم II
- تاريخ الإدخال في العمل 7 مايو 1997
- بنية (Klamath) بتقنية تصنيع 0.35 ميكرومتر (233، 266، 300 ميجاهيرتز)
- مطابق لبنتيوم برو مع إضافة تعليمات MMX وتطوير دعم تطبيقات 16 بت
- غطاء من نوع إس إي سي (SEC، Single Edge Contact) ذو منفذ سلوت 1 بـ 242 رجل
- عدد الترانزستورات 7.5 مليون
- تردد ممرات النظام 66 ميجاهيرتز
- 32 كيلو بايت من الذاكرة المخبئية من المستوى الأول (L1 cache)
- 256 كيلو بايت من الذاكرة المخبئية الخارجية من المستوى الثاني (L2 cache)، تعمل بنصف سرعة المعالج.
- الأصناف
  - 233 ميجاهيرتز تاريخ الإدخال في العمل 7 مايو 1997
  - 266 ميجاهيرتز تاريخ الإدخال في العمل 7 مايو 1997
  - 300 ميجاهيرتز تاريخ الإدخال في العمل 7 مايو 1997
- بنية (Deschutes) بتقنية تصنيع 0.25 ميكرومتر (333، 350، 400، 450 ميجاهيرتز)
- تاريخ الإدخال في العمل 26 يناير 1998
- تردد ممرات النظام 66 ميجاهيرتز (للصنف 333ميجاهيرتز فقط)، 100ميجاهيرتز لباقي الأصناف
- الأصناف
  - 333 ميجاهيرتز تاريخ الإدخال في العمل 26 يناير 1998
  - 350 ميجاهيرتز تاريخ الإدخال في العمل 15 أبريل 1998
  - 400 ميجاهيرتز تاريخ الإدخال في العمل 15 أبريل 1998
  - 450 ميجاهيرتز تاريخ الإدخال في العمل 24 أغسطس 1998
  - 233 ميجاهيرتز (محمول) تاريخ الإدخال في العمل 2 أبريل 1998
  - 266 ميجاهيرتز (محمول) تاريخ الإدخال في العمل 2 أبريل 1998
  - 300 ميجاهيرتز (محمول) تاريخ الإدخال في العمل 9 سبتمبر 1998
  - 333 ميجاهيرتز (محمول)

### سيليرونCeleron (يعتمد على بنتيوم II)
- تاريخ الإدخال في العمل 15 أبريل 1998
- بنية (Covington) بتقنية تصنيع 0.25 ميكرومتر
- غطاء من نوع إس إي بي بي (SEPP، Single Edge Processor Package) ذو منفذ سلوت 1 بـ 242 رجل
- عدد الترانزستورات 7.5 مليون
- تردد ممرات النظام 66 ميجاهيرتز
- 32 كيلو بايت من الذاكرة المخبئية من المستوى الأول (L1 cache)
- لا توجد ذاكرة مخبئية من المستوى الثاني
- الأصناف
  - 266 ميجاهيرتز تاريخ الإدخال في العمل 15 أبريل 1998
  - 300 ميجاهيرتز تاريخ الإدخال في العمل 9 يونيو 1998
- بنية (Mendocino) بتقنية تصنيع 0.25 ميكرومتر
- تاريخ الإدخال في العمل 24 أغسطس 1998
- غطاء من نوع إس إي بي بي (SEPP، Single Edge Processor Package) ذو منفذ سلوت 1 بـ 242 رجل، غطاء من نوع بي بي جي أي (PPGA) ذو مقبس سوكيت 370
- عدد الترانزستورات 19 مليون
- تردد ممرات النظام 66 ميجاهيرتز
- 32 كيلو بايت من الذاكرة المخبئية من المستوى الأول (L1 cache)
- 128 كيلو بايت من الذاكرة المخبئية المدمجة من المستوى الثاني (L2 cache)
- الأصناف
  - 300A ميجاهيرتز تاريخ الإدخال في العمل 24 أغسطس 1998
  - 333 ميجاهيرتز تاريخ الإدخال في العمل 24 أغسطس 1998
  - 366 ميجاهيرتز تاريخ الإدخال في العمل 4 يناير 1999
  - 400 ميجاهيرتز تاريخ الإدخال في العمل 4 يناير 1999
  - 433 ميجاهيرتز تاريخ الإدخال في العمل 22 مارس 1999
  - 466 ميجاهيرتز
  - 500 ميجاهيرتز تاريخ الإدخال في العمل 2 أغسطس 1999
  - 533 ميجاهيرتز تاريخ الإدخال في العمل 4 يناير 2000
  - 266 ميجاهيرتز (محمول)
  - 300 ميجاهيرتز (محمول)
  - 333 ميجاهيرتز (محمول) تاريخ الإدخال في العمل 5 أبريل 1999
  - 366 ميجاهيرتز (محمول)
  - 400 ميجاهيرتز (محمول)
  - 433 ميجاهيرتز (محمول)
  - 450 ميجاهيرتز (محمول) تاريخ الإدخال في العمل 14 فبراير 2000
  - 466 ميجاهيرتز (محمول)
  - 500 ميجاهيرتز (محمول) تاريخ الإدخال في العمل 14 فبراير 2000

بنتيوم II زيون Xion (ذكر هنا لإيضاح التسلسل الزمني فقط)
- تاريخ الإدخال في العمل 29 يونيو 1998
- راجع الفقرة حول المعالج

### بنتيوم III
- تاريخ الإدخال في العمل 26 فبراير 1999
- بنية (Katmai) بتقنية تصنيع 0.25 ميكرومتر
- بنتيوم II مطور، إضيفة له تعليمات إس إس إي (SSE)، توسعة تدفق تعليمة وحيدة - بيانات متعددة
- عدد الترانزستورات 9.5 مليون
- 32 كيلو بايت (16 بيانات + 16 تعليمات) من الذاكرة المخبئية من المستوى الأول (L1 cache)
- 512 كيلو بايت من الذاكرة المخبئية الخارجية من المستوى الثاني (L2 cache)، تعمل بنصف سرعة المعالج.
- غطاء من نوع إس إي سي سي2 (SECC2، Single Edge Contact cartridge 2) ذو منفذ سلوت 1 بـ 242 رجل
- تردد ممرات النظام 100 ميجاهيرتز
- الأصناف
  - 450 ميجاهيرتز تاريخ الإدخال في العمل 26 فبراير 1999
  - 500 ميجاهيرتز تاريخ الإدخال في العمل 26 فبراير 1999
  - 550 ميجاهيرتز تاريخ الإدخال في العمل 17 مايو 1999
  - 600 ميجاهيرتز تاريخ الإدخال في العمل 2 أغسطس 1999
  - 533 ميجاهيرتز تاريخ الإدخال في العمل (تردد الممر 133 ميجاهيرتز) 27 سبتمبر 1999
  - 600 ميجاهيرتز تاريخ الإدخال في العمل (تردد الممر 133 ميجاهيرتز) 27 سبتمبر 1999
- بنية كوبرماين (Coppermine) بتقنية تصنيع 0.18 ميكرومتر
- تاريخ الإدخال في العمل 25 أكتوبر 1999
- عدد الترانزستورات 28.1 مليون
- 32 كيلو بايت (16 بيانات + 16 تعليمات) من الذاكرة المخبئية من المستوى الأول (L1 cache)
- 256 كيلو بايت من الذاكرة المخبئية المدمجة من المستوى الثاني (L2 cache)، تعمل بسرعة المعالج.
- غطاء من نوع إس إي سي سي2 (SECC2، Single Edge Contact cartridge 2) ذو منفذ سلوت 1 بـ 242 إبرة ومن نوع اف سي-بي جي اي (FC-PGA، Flip-chip pin grid array) ذو 370 إبرة
- تردد ممرات النظام 100 ميجاهيرتز، 133 ميجاهيرتز
- الأصناف
  - 500 ميجاهيرتز (تردد الممر 100 ميجاهيرتز)
  - 533 ميجاهيرتز
  - 550 ميجاهيرتز (تردد الممر 100 ميجاهيرتز)
  - 600 ميجاهيرتز
  - 600 ميجاهيرتز (تردد الممر 100 ميجاهيرتز)
  - 650 ميجاهيرتز (تردد الممر 100 ميجاهيرتز) تاريخ الإدخال في العمل 25 أكتوبر 1999
  - 667 ميجاهيرتز تاريخ الإدخال في العمل 25 أكتوبر 1999
  - 700 ميجاهيرتز (تردد الممر 100 ميجاهيرتز) تاريخ الإدخال في العمل 25 أكتوبر 1999
  - 733 ميجاهيرتز تاريخ الإدخال في العمل 25 أكتوبر 1999
  - 750 ميجاهيرتز (تردد الممر 100 ميجاهيرتز) تاريخ الإدخال في العمل 20 ديسمبر 1999
  - 800 ميجاهيرتز (تردد الممر 100 ميجاهيرتز) تاريخ الإدخال في العمل 20 ديسمبر 1999
  - 800 ميجاهيرتز تاريخ الإدخال في العمل 20 ديسمبر 1999
  - 850 ميجاهيرتز (تردد الممر 100 ميجاهيرتز) تاريخ الإدخال في العمل 20 مارس 2000
  - 866 ميجاهيرتز تاريخ الإدخال في العمل 20 مارس 2000
  - 933 ميجاهيرتز تاريخ الإدخال في العمل 24 مايو 2000
  - 1000 ميجاهيرتز تاريخ الإدخال في العمل 8 مارس 2000 (لم يكن متوفرا بشكل واسع عند الإصدار)
  - 400 ميجاهيرتز (محمول) تاريخ الإدخال في العمل 25 أكتوبر 1999
  - 450 ميجاهيرتز (محمول) تاريخ الإدخال في العمل 25 أكتوبر 1999
  - 500 ميجاهيرتز (محمول) تاريخ الإدخال في العمل 25 أكتوبر 1999
  - 600 ميجاهيرتز (محمول) تاريخ الإدخال في العمل 18 يناير 2000
  - 650 ميجاهيرتز (محمول) تاريخ الإدخال في العمل 18 يناير 2000
  - 700 ميجاهيرتز (محمول) تاريخ الإدخال في العمل 24 أبريل 2000
  - 750 ميجاهيرتز (محمول) تاريخ الإدخال في العمل 19 يونيو 2000
  - 800 ميجاهيرتز (محمول) تاريخ الإدخال في العمل 25 سبتمبر 2000
  - 850 ميجاهيرتز (محمول) تاريخ الإدخال في العمل 25 سبتمبر 2000
  - 900 ميجاهيرتز (محمول) تاريخ الإدخال في العمل 19 مارس 2001
  - 1000 ميجاهيرتز (محمول) تاريخ الإدخال في العمل 19 مارس 2001
- بنية (Tualatin) بتقنية تصنيع 0.13 ميكرومتر
- تاريخ الإدخال في العمل يوليو 2001
- عدد الترانزستورات 28.1 مليون
- 32 كيلو بايت (16 بيانات + 16 تعليمات) من الذاكرة المخبئية من المستوى الأول (L1 cache)
- 256 كيلو بايت أو 512 كيلو بايت من الذاكرة المخبئية المدمجة من المستوى الثاني (L2 cache)، تعمل بسرعة المعالج.
- غطاء من نوع اف سي-بي جي اي (FC-PGA، Flip-chip pin grid array) ذو 370 إبرة
- تردد ممرات النظام 133 ميجاهيرتز
- الأصناف
  - 1133 ميجاهيرتز (512 كيلوبايت L2)
  - 1200 ميجاهيرتز
  - 1266 ميجاهيرتز (512 كيلوبايت L2)
  - 1333 ميجاهيرتز
  - 1400 ميجاهيرتز (512 كيلوبايت L2)

### بنتيوم II و IIIزيون(Xeon)
- بنتيوم II زيون (PII Xeon)
- الأصناف
  - 400 ميجاهيرتز تاريخ الإدخال في العمل 29 يونيو 1998
  - 450 ميجاهيرتز (512 كيلوبايت L2 Cache) تاريخ الإدخال في العمل 6 أكتوبر 1998
  - 450 ميجاهيرتز (1-2 ميغابايت L2 Cache) تاريخ الإدخال في العمل 5 يناير 1999
- بنتيوم III كزيون (PIII Xeon)
- تاريخ الإدخال في العمل 25 أكتوبر 1999
- عدد الترانزستورات: 9.5 مليون على 0.25 ميكرومتر أو 28 مليون على 0.18 ميكرومتر
- 256 كيلوبايت أو 1-2 ميغابايت من الذاكرة المخبئية المدمجة من المستوى الثاني (L2 cache)، تعمل بسرعة المعالج.
- غطاء من نوع إس إي سي سي2 (SECC2، Single Edge Contact cartridge 2) أو إس سي 330 (SC330)
- تردد ممرات النظام 133 ميجاهيرتز (256 كيلو بايت L2) أو 100 ميجاهيرتز (1 - 2 ميغابايت L2)
- عرض ممرات النظام 64 بت
- الذاكرة القابلة للعنونة 64 غيغابايت
- يستخدم في المخدمات ثنائية الإتجاه (two-way servers) وفي محطات العمل (256 كيلوبايت L2) أو المخدمات رباعية وثمانية الإتجاه (1 - 2 ميغابايت L2)
- الأصناف
  - 500 ميجاهيرتز (تقنية تصنيع 0.25 ميكرومتر) تاريخ الإدخال في العمل 17 مارس 1999
  - 550 ميجاهيرتز (تقنية تصنيع 0.25 ميكرومتر) تاريخ الإدخال في العمل 23 أغسطس 1999
  - 600 ميجاهيرتز (تقنية تصنيع 0.18 ميكرومتر، 256 كيلوبايت L2) تاريخ الإدخال في العمل 25 أكنوبر 1999
  - 667 ميجاهيرتز (تقنية تصنيع 0.18 ميكرومتر، 256 كيلوبايت L2) تاريخ الإدخال في العمل 25 أكنوبر 1999
  - 733 ميجاهيرتز (تقنية تصنيع 0.18 ميكرومتر، 256 كيلوبايت L2) تاريخ الإدخال في العمل 25 أكنوبر 1999
  - 800 ميجاهيرتز (تقنية تصنيع 0.18 ميكرومتر، 256 كيلوبايت L2) تاريخ الإدخال في العمل 12 يناير 2000
  - 866 ميجاهيرتز (تقنية تصنيع 0.18 ميكرومتر، 256 كيلوبايت L2) تاريخ الإدخال في العمل 10 أبريل 2000
  - 933 ميجاهيرتز (تقنية تصنيع 0.18 ميكرومتر، 256 كيلوبايت L2)
  - 1000 ميجاهيرتز (تقنية تصنيع 0.18 ميكرومتر، 256 كيلوبايت L2) تاريخ الإدخال في العمل 22 أغسطس 2000
  - 700 ميجاهيرتز (تقنية تصنيع 0.18 ميكرومتر، 1-2 ميغابايت L2) تاريخ الإدخال في العمل 22 مايو 2000

### سيليرون(بنتيوم III يعتمد على بنيةكوبرماين)
- تاريخ الإدخال في العمل مارس 2000
- بنية كوبرماين- 128 (128 Coppermine) بتقنية تصنيع 0.18 ميكرومت
- تعليمات إس إس إي (SSE)، توسعة تدفق تعليمة وحيدة - بيانات متعددة
- غطاء من نوع بي بي جي أي (PPGA) ذو مقبس سوكيت 370
- عدد الترانزستورات 28.1 مليون
- تردد ممرات النظام 66 ميجاهيرتز، 100 ميجاهيرتز في 3 يناير 2001
- 32 كيلو بايت من الذاكرة المخبئية من المستوى الأول (L1 cache)
- 128 كيلو بايت من الذاكرة المخبئية من المستوى الثاني (L2 cache)، تعمل بسرعة المعالج.
- الأصناف
  - 533 ميجاهيرتز
  - 566 ميجاهيرتز
  - 633 ميجاهيرتز تاريخ الإدخال في العمل 26 يونيو 2000
  - 667 ميجاهيرتز تاريخ الإدخال في العمل 26 يونيو 2000
  - 700 ميجاهيرتز تاريخ الإدخال في العمل 26 يونيو 2000
  - 733 ميجاهيرتز تاريخ الإدخال في العمل 13 نوفمبر 2000
  - 766 ميجاهيرتز تاريخ الإدخال في العمل 13 نوفمبر 2000
  - 800 ميجاهيرتز
  - 850 ميجاهيرتز تاريخ الإدخال في العمل 9 أبريل 2001
  - 900 ميجاهيرتز تاريخ الإدخال في العمل 2 يوليو 2001
  - 950 ميجاهيرتز تاريخ الإدخال في العمل 31 أغسطس 2001
  - 1000 ميجاهيرتز تاريخ الإدخال في العمل 31 أغسطس 2001
  - 1100 ميجاهيرتز تاريخ الإدخال في العمل 31 أغسطس 2001
  - 1200 ميجاهيرتز تاريخ الإدخال في العمل 2 أكتوبر 2001
  - 1300 ميجاهيرتز تاريخ الإدخال في العمل 3 يناير 2002
  - 550 ميجاهيرتز (محمول)
  - 600 ميجاهيرتز (محمول) تاريخ الإدخال في العمل 19 يونيو 2000
  - 650 ميجاهيرتز (محمول) تاريخ الإدخال في العمل 19 يونيو 2000
  - 700 ميجاهيرتز (محمول) تاريخ الإدخال في العمل 25 سبتمبر، 2000
  - 750 ميجاهيرتز (محمول) تاريخ الإدخال في العمل 19 مارس 2001
  - 800 ميجاهيرتز (محمول)
  - 850 ميجاهيرتز (محمول) تاريخ الإدخال في العمل 2 يوليو 2001
  - 600 ميجاهيرتز (جهد منخفض محمول)
  - 500 ميجاهيرتز (جهد شديد الانخفاض محمول) تاريخ الإدخال في العمل 30 يناير 2001
  - 600 ميجاهيرتز (جهد شديد الانخفاض محمول)

اكسكيل XScale (ذكر هنا لإيضاح التسلسل الزمني فقط)
- تاريخ الإدخال في العمل 23 أغسطس 2000
- راجع الفقرة حول المعالج

بنتيوم 4، اتانيوم، كزيون مبني على بنتيوم 4، اتانيوم 2 (ذكروا هنا لإيضاح التسلسل الزمني فقط)
- تاريخ الإدخال في العمل أبريل 2000 – يوليو 2002
- راجع الفقرة حول المعالجات

### سيليرون(بنتيوم III يعتمد على بنيةتوالاتين)
- 32 كيلو بايت من الذاكرة المخبئية من المستوى الأول (L1 cache)
- 256 كيلو بايت ن الذاكرة المخبئية من المستوى الثاني (L2 cache)، تعمل بسرعة المعالج.
- تردد ممرات النظام 100 ميجاهيرتز
- الأصناف
  - 1.0 غيغاهيرتز
  - 1.1 غيغاهيرتز
  - 1.2 غيغاهيرتز
  - 1.3 غيغاهيرتز
  - 1.4 غيغاهيرتز

### بنتيوم إم
- تاريخ الإدخال في العمل مارس 2003
- بنية (Banias) بتقنية التصنيع 0.13 ميكرومتر
- 64 كيلو بايت من الذاكرة المخبئية من المستوى الأول (L1 cache)
- 1 ميجا بايت من الذاكرة المخبئية المدمجة من المستوى الثاني (L2 cache)
- مبني على نواة بنتيوم III مع تعليمات إس إس إي (SSE)(توسعة تدفق تعليمة وحيدة - بيانات متعددة) ومعالجة تدفقية مطورة
- عدد الترانزستورات 77 مليون
- غطاء المعالج من نوع Micro-FCPGA و Micro-FCBGA
- أساس أنظمة إنتل موبيال سنترينو (Intel mobile Centrino)
- ممرات نظام ذوة تصميم Netburst بتردد 400 ميجاهيرتز.
- الأصناف
  - 900 ميجاهيرتز (جهد شديد الانخفاض)
  - 1.0 جيجاهيرتز (جهد شديد الانخفاض)
  - 1.1 جيجاهيرتز (جهد منخفض)
  - 1.2 جيجاهيرتز (جهد منخفض)
  - 1.3 جيجاهيرتز
  - 1.4 جيجاهيرتز
  - 1.5 جيجاهيرتز
  - 1.6 جيجاهيرتز
  - 1.7 جيجاهيرتز
- بنية (Dothan) بتقنية التصنيع 0.09 ميكرومتر
- تاريخ الإدخال في العمل مايو 2004
- 2 ميجا بايت من الذاكرة المخبئية من المستوى الثاني (L2 cache)
- Revised data prefetch unit
- الأصناف
  - 1.0 جيجاهيرتز (جهد شديد الانخفاض)
  - 1.1 جيجاهيرتز (جهد شديد الانخفاض)
  - 1.2 جيجاهيرتز (جهد شديد الانخفاض)
  - 1.3 جيجاهيرتز (جهد شديد الانخفاض)
  - 1.3 جيجاهيرتز (جهد منخفض)
  - 1.4 جيجاهيرتز (جهد منخفض)
  - 1.5 جيجاهيرتز
  - 1.6 جيجاهيرتز
  - 1.7 جيجاهيرتز
  - 1.8 جيجاهيرتز
  - 1.9 جيجاهيرتز
  - 2.0 جيجاهيرتز
  - 2.13 جيجاهيرتز
  - 2.26 جيجاهيرتز

### نواة إنتلIntel Core
- تاريخ الإدخال في العمل January 2006
- Yonah 0.065 ميكرومتر (65 nm) تقنية التصنيع
- 667 ميجاهيرتز ناقل أمامي 2 ميجا بايت (Shared on Duo) L2 cache
- الأصناف:
  - Intel Core Duo T2600	2.16 جيجاهيرتز (أبل ماك بوك برو - Feb 06)
  - Intel Core Duo T2500	2.00 جيجاهيرتز (أبل آي ماك، ماك بوك برو - Jan 06)
  - Intel Core Duo T2400	1.83 جيجاهيرتز (أبل ماك بوك برو - Feb 06)
  - Intel Core Duo T2300	1.66 جيجاهيرتز (أبل ماك ميني -Mar 06)
  - Intel Core Solo T1300	1.66 جيجاهيرتز

### سيليرون إم
- Banias-512 0.13 ميكرومتر تقنية التصنيع
- تاريخ الإدخال في العمل March 2003
- 64 كيلو بايت L1 cache
- 512 كيلو بايت L2 cache (integrated)
- No SpeedStep technology، is not part of the 'سنترينو' package
- الأصناف
  - 310 - 1.20 جيجاهيرتز
  - 320 - 1.30 جيجاهيرتز
  - 330 - 1.40 جيجاهيرتز
  - 340 - 1.50 جيجاهيرتز
- Dothan-1024 90 nm تقنية التصنيع
- 64 كيلو بايت L1 cache
- 1 ميجا بايت L2 cache (integrated)
- No SpeedStep technology، is not part of the 'سنترينو' package
- الأصناف
  - 350 - 1.30 جيجاهيرتز
  - 350J - 1.30 جيجاهيرتز، with Execute Disable bit
  - 360 - 1.40 جيجاهيرتز
  - 360J - 1.40 جيجاهيرتز، with Execute Disable bit
  - 370 - 1.50 جيجاهيرتز، with Execute Disable bit
  - 380 - 1.60 جيجاهيرتز، with Execute Disable bit
  - 390 - 1.70 جيجاهيرتز، with Execute Disable bit

### نواة مزدوجةزيونXeon LV
- تاريخ الإدخال في العمل March 2006
- Sossaman 0.065 ميكرومتر (65 nm) تقنية التصنيع
- 667 ميجاهيرتز frontside bus 2 ميجا بايت Shared L2 cache
- الأصناف
  - 2.0 جيجاهيرتز

## معالجات 32 بت: عائلة بنتيوم 4

### بنتيوم 4
- تقنية تصنيع 0.18 ميكرومتر (1.40 و 1.50 جيجاهيرتز)
  - تاريخ الإدخال في العمل 20 نوفمبر 2000
  - 256 كيلو بايت من الذاكرة المخبئية المدمجة من المستوى الثاني (L2 cache)
  - غطاء من نوع بي جي أي 423، بي جي أي 478
  - تردد ممرات النظام 400 ميجاهيرتز
  - تعليمات إس إس إي 2 (SSE2)، توسعة تدفق تعليمة وحيدة - بيانات متعددة
  - عدد الترنزستورات 42 مليون
  - يستخدم في الحواسب المكتبية ومحطات العمل
- تقنية تصنيع 0.18 ميكرومتر (1.7 جيجاهيرتز)
  - تاريخ الإدخال في العمل 23 أبريل 2001
  - نفس خصائص الرقائق 1.4 و 1.5 جيجاهيرتز
- تقنية التصنيع 0.18 ميكرومتر (1.6، 1.8 جيجاهيرتز)
  - تاريخ الإدخال في العمل 2 يوليو 2001
  - نفس خصائص الرقائق 1.4 و 1.5 جيجاهيرتز
  - تعمل النواة بجهد 1.15 فولت في نمط الآداء الأعظمي وبجهد 1.05 في نمط المدخرة (البطارية) المحسن
  - الاستطاعة <1 واط في نمط المدخرة المحسن
  - يستخدم في الحواسب المحمولة
- تقنية تصنيع 0.18 ميكرومتر ببنيةWillamette (1.9، 2.0 جيجاهيرتز)
  - تاريخ الإدخال في العمل 27 أغسطس 2001
  - نفس خصائص الرقائق 1.4 و 1.5 جيجاهيرتز
- بنتيوم 4 (2 جيجاهيرتز، 2.20 جيجاهيرتز)
  - تاريخ الإدخال في العمل 7يناير 2002
- بنتيوم 4 (2.4 جيجاهيرتز)
  - تاريخ الإدخال في العمل 2 أبريل 2002
- 0.13 ميكرومتر; تقنية تصنيع Northwood A (1.7، 1.8، 1.9، 2، 2.2، 2.4، 2.5، 2.6 جيجاهيرتز)
  - تقنية توقع التفرع محسنة
  - 512 كيلو بايت من الذاكرة المخبئية من المستوى الثاني (L2 cache)
  - عدد الترنزستورات 55 مليون
  - تردد ممرات النظام 400 ميجاهيرتز.
- 0.13 ميكرومتر; تقنية تصنيع Northwood B (2.26، 2.4، 2.53، 2.66، 2.8، 3.06 جيجاهيرتز)
  - تردد ممرات النظام 533 ميجاهيرتز. (3.06 يتضمن تقنية التشعب الفائق).
- 0.13 ميكرومتر; تقنية تصنيع Northwood C (2.4، 2.6، 2.8، 3.0، 3.2، 3.4 جيجاهيرتز)
  - تردد ممرات النظام 800 ميجاهيرتز (جميع النماذج تستخدم تقنية التشعب الفائق)
  - الطاقة المقدرة من 6500 إلى 10000 MIPS

Itanium (chronological entry)
- تاريخ الإدخال في العمل 2001
- See قائمة معالجات إنتل

### زيونXeon
- 1.4، 1.5، 1.7 جيجاهيرتز
  - تاريخ الإدخال في العمل 21 مايو 2001
  - 256 كيلو بايت من الذاكرة المخبئية المدمجة من المستوى الثاني (L2 cache)، تعمل بسرعة المعالج.
  - غطاء من نوع أو ايل جي أي 603 (OLGA 603)
  - تردد ممرات النظام 400 ميجاهيرتز
  - تعليمات إس إس إي 2 (SSE2)، توسعة تدفق تعليمة وحيدة - بيانات متعددة
  - يستخدم في محطات العمل فائقة الآداء ذات المعالجات الثنائية
- 2.0 جيجاهيرتز وحتى 3.6 جيجاهيرتز
  - تاريخ الإدخال في العمل 25 سبتمبر 2001

Itanium 2 (chronological entry)
- تاريخ الإدخال في العمل July 2002
- See قائمة معالجات إنتل

بواسطة م/الضو موسى-ود الكسمبر

### بنتيوم 4 موبايل-M Mobile Pentium 4-M
- تقنية التصنيع 0.13 ميكرومتر
- 55 مليون ترانزيستور
- 512 كيلو بايت من الذاكرة المخبئية من المستوى الثاني (L2 cache)
- تردد ممرات النظام 400 ميجاهيرتز
- يدعم 1 غيغابايت من الذاكرة الرئيسية ذات معدل نقل البيانات المضاعف وتردد 266 ميجاهيرتز DDR 266
- يدعم نظم إدارة الطاقة ACPI 2.0 و APM 1.2
- 1.3 V - 1.2 V (سبيدستيب SpeedStep)
- الاستطاعة: 1.2 جيجاهيرتز 20.8 واط، 1.6 جيجاهيرتز 30 واط، 2.6 جيجاهيرتز 35 واط
- الاستطاعة في وضع السبات 5 واط (1.2 فولت)، 2.9 واط (1.0 فولت)
- - 2.60 جيجاهيرتز - 11 يونيو 2003
  - 2.50 جيجاهيرتز - 16 أبريل 2003
  - 2.40 جيجاهيرتز - 14 يناير 2003
  - 2.20 جيجاهيرتز - 16 سبتمبر 2002
  - 2.00 جيجاهيرتز - 24 يونيو 2002
  - 1.90 جيجاهيرتز - 24 يونيو 2002
  - 1.80 جيجاهيرتز - 23 أبريل 2002
  - 1.70 جيجاهيرتز - 23 أبريل 2002
  - 1.60 جيجاهيرتز - 23 أبريل 2002
  - 1.50 جيجاهيرتز - 4 مارس 2002
  - 1.40 جيجاهيرتز - 4 مارس 2002

بواسطة م/الضو موسى-ود الكسمبر

### بنتيوم 4 اكستريم اديشن(Pentium 4 EE)
- تاريخ الإدخال في العمل September 2003
- يعتمد في تصميمه على نواة غالاتين (Gallatin) لمعالج كزيون ولكن بذاكرة مخبئية 2 ميغابايت

### بنتيوم 4E
- تاريخ الإدخال في العمل فبراير 2004
- بنية بريسكوت Prescott (2.4A، 2.8، 2.8A، 3.0، 3.2، 3.4، 3.6، 3.8) بتقنية تصنيع 0.09 ميكرومتر
- 1 ميغا بايت من الذاكرة المخبئية من المستوى الثاني (L2 cache)
- تردد ممرات النظام 533 ميجاهيرتز (2.4A 2.8A)
- تردد ممرات النظام 800 ميجاهيرتز ()
- تقنية التشعب الفائق مدعومة في المعالجات ذات تردد ممر المعطيات 800 ميجاهيرتز.
- زيادة عدد مراحل المعالج التدفقية من 20 إلى 31 مرحلة مما يسمح نظريا بزيادة تردد الساعة
- الطاقة المقدرة من 7500 إلى 11000 MIPS
- المعالجات من طراز 5xx تحتوي على مقبس LGA-775 ومن طراز 5x1 تدعم توسيعة EM64T
- المعالجات ن طراز 6xx تدعم توسيعة EM64T وتحتوي على 2 ميغابايت من الذاكرة المخبئية من المستوى الثاني (L2 cache)

### بنتيوم 4F
- تاريخ الإدخال في العمل Spring 2004
- نواة مماثلة لنواة بنتيوم4E
- 3.2 - 3.6 جيجاهيرتز

## معالجات 64-بت:إيتانيوم (معالج)
- New instruction set، not at all related to x86
- Current IA-64 processors support 32-bit x86 in hardware، but slowly

### إيتانيومItanium
- Released 29 مايو، 2001
- 733 ميجاهيرتز and 800 ميجاهيرتز

### إيتانيوم 2
- Released July 2002
- 900 ميجاهيرتز and 1 جيجاهيرتز

Pentium M (chronological entry)
- Introduced March 2003
- See قائمة معالجات إنتل

Pentium 4EE، 4E (chronological entries)
- Introduced September 2003، February 2004، respectively
- See قائمة معالجات إنتل

## The 64-bit processors:إكس86-64
- Intel® Extended Memory 64 Technology
- Introduced Spring 2004، with the Pentium 4F (D0 and later P4 steppings)
- 64-بت architecture extension for the إكس 86 range; near clone of إكس86-64

### بنتيوم 4F، وما بعده
- Starting with the D0 stepping of this processor، EM64T 64-bit extensions are supported

### بنتيوم D
- Introduced Q2 2005
- Smithfield معالج متعدد اللب version
- 2.8–3.4 جيجاهيرتز
- 1 ميجا بايت + 1 ميجا بايت L2 cache (non-shared، 2 ميجا بايت total)
- 800 ميجاهيرتز system-bus
- Not hyperthreading، performance increase of 60% over similarly clocked Prescott
- Cache-coherency between cores requires communication over the 800 ميجاهيرتز FSB

updated Pentium D
65 nanometer
"Presler"-double core to increase yields
2.8-3.4 جيجاهيرتز
2 ميجا بايت + 2 ميجا بايت L2 cache (non-shared)
800 ميجاهيرتز system bus
no hyperthreading

### بنتيوم إكستريم إديشنPentium Extreme Edition رقم 955
- Presler Core
- 3.46 جيجاهيرتز Clock Speed
- Enabled Hyper Threading
- 2 x 2 ميجا بايت of memory cache

### سنترينو 2
طقم الشرائح Intel® 45 Express ورقاقة وصلة واي فاي اللاسلكية Intel® WiFi Link 5000 اللتين بدأ تسويقهما للعملاء في الوقت الحالي،
وتوفر وصلة إنتل Intel Wi-Fi Link 5000 خمسة أضعاف السرعة وضعفي مدى التغطية مقارنة بتكنولوجيا 802.11a/g السابقة، وتدعم هذه الوصلة مسودة معيار الاتصال اللاسلكي 802.11n الذي يقدم أكبر سرعة ممكنة في نقل البيانات اليوم - وتصل إلى 450 ميجابت في الثانية.
تتوافق خاصية التبديل بين البطاقات الرسومية، وهي ميزة اختيارية جديدة لتوفير الطاقة في الحاسبات المحمولة المزودة بتكنولوجيا إنتل سنترينو 2،
مع البطاقات الرسومية (التي تعرف بكروت الشاشة) المدمجة والمنفصلة في نفس الوقت على نفس الحاسب المحمول، مما يمكِّن المستخدمين من التبديل والانتقال بسهولة بين البطاقتين. وتقدم خاصية التبديل بين البطاقات الرسومية أداءً أفضل في تطبيقات الأبعاد الثلاثية عند الحاجة،
مع إمكانية تحقيق وفرة كبيرة في الطاقة، للحصول على أفضل ما في الحالتين.
تقدم تكنولوجيا المعالجات إنتل سنترينو 2 للمستهلكين قوة المعالجة وعمر البطارية اللازمين للاستمتاع بفيلم فيديو كامل على قرص Blu-ray عالي
التحديد باستخدام عملية شحن واحدة للبطارية للمرة الأولى، إضافة إلى القدرة على تشغيل مجموعة متنوعة من ألعاب الإنترنت وتنزيل الموسيقى
أو تنزيل ملفات الموسيقى أو إرسال مقاطع الفيديو بسرعة أكبر من ذي قبل.
أما للشركات، تقدم تكنولوجيا معالجات إنتل سنترينو 2 مع تكنولوجيا vPro تحسينات جوهرية في خيارات الإدارة والحماية.
وتزداد أهمية ذلك مع استغناء الشركات عن حاسباتها المكتبية واعتماد الحاسبات المحمولة بدلاً منها وتزايد الحاجة لتهيئة وإعداد الأجهزة المحمولة
وتحديثها وتشخيص أعطالها عن بعد عبر الشبكة اللاسلكية.
كما تمت إضافة القدرة الفعالة المحسنة للإدارة بفضل تكنولوجيا AMT 4.0 لإتاحة الإدارة لاسلكياً خلال حالة نوم النظام،
مع إمكانات الإعداد والتهيئة عن بعد ودعم الجيل الجديد من معايير الإدارة (WS-MAN وDASH 1.0) وقدرة الموظف على الاتصال بقسم تكنولوجيا المعلومات بعيدا عن حاجز الحماية بالشركة.